# 冬春的日子
《冬春的日子》（英語：The Days）是中国在1993年拍摄的电影，由王小帅执导，刘小东主演。该作主要讲述了两个原本是恋人的艺术家，后来在枯燥的生活中，压抑地活着，最后分别的故事。该作是王小帅的处女作，并且在拍摄的时候因为节省成本，该作的主演是该作导演王小帅的朋友。该作的主演该作因为没有经过官方发行等原因而成为了国内的禁片，不过该作在国外却得到了很好的赞誉。该作被英国广播公司被评价为有史以来最好的100部电影之一。

## 灵感
该作的导演王小帅表示该作的灵感来源比较多，其中最主要的，是他当时的生活。

## 创作背景
在王小帅在北京毕业的时候，他被分到了福建，但是他最后却留在了北京。一年后，因为得不到足够的融资等原因于是回到了福建，并决定制作一些当时别人拍摄不出的电影。不过最后，他还是回到了北京并为了节省制作成本，于是和朋友一起制作电影。

## 获奖
该作曾多次在荷兰等国家放映。在1994年的塞萨洛尼基国际电影节中曾获金亚历山大奖。在1995年Taormina Film Fest上，王小帅凭借该作获得最佳导演奖。

## 演员
- 刘小东
- 喻红
- 娄烨